# أندريا جيفكوفيتش
أندريا جيفكوفيتش (بالسيريلية الصربية: Андрија Живковић) مواليد 11 يوليو 1996 في نيش، صربيا والجبل الأسود، هو لاعب كرة قدم صربي يلعب مع نادي بنفيكا في الدوري البرتغالي الممتاز كجناح. مثّل منتخب صربيا لكرة القدم. بدأ أندريا جيفكوفيتش مسيرته الرياضية عام 2013 مع نادي بارتيزان.

## روابط خارجية
- أندريا جيفكوفيتش على موقع الاتحاد الدولي (مؤرشف)  (الإنجليزية)
- أندريا جيفكوفيتش على موقع الاتحاد الأوربي (الإنجليزية)
- أندريا جيفكوفيتش على موقع قاعدة بيانات كرة القدم.إي يو (الإنجليزية)
- أندريا جيفكوفيتش على موقع ناشيونال فوتبول تيمز (الإنجليزية)
- أندريا جيفكوفيتش على موقع Soccerway.com (الإنجليزية)
- أندريا جيفكوفيتش على موقع عالم كرة القدم.نت (الإنجليزية)
- أندريا جيفكوفيتش على موقع AS.com (الإسبانية)